# Socjoekonomika
Socjoekonomika (ang. social economics lub socioeconomics) – interdyscyplinarna specjalność, analizująca rzeczywistość łącząc w jeden obszar wiedzy zagadnienia tradycyjnie rozdzielane pomiędzy ekonomię, socjologię, historię społeczno-gospodarczą i kulturoznawstwo.
Jako taka nastawiona jest na odkrywanie, wyjaśnianie i rozwiązywanie problemów powstających w wyniku interakcji pomiędzy społeczeństwem, gospodarką i kulturą, w tym szczególnie przekształceń społeczeństwa związanych z rozwojem gospodarki globalnej i budową społeczeństwa wiedzy.
Przekształcanie się społeczeństwa przemysłowego w społeczeństwo informacyjne rodzi szereg nowych zjawisk pojawiających się na styku życia politycznego, gospodarczego społecznego i kulturowego, które są postrzegane w tradycyjny sposób lub pozostają poza zakresem zainteresowania dotychczas istniejących nauk i kierunków kształcenia. Z reguły procesy polityczne, ekonomiczne i społeczne badane są jako zjawiska odrębne, często bez dostatecznego uwzględnienia ich powiązań i dynamiki. Tymczasem wymienione obszary w życiu pojedynczego człowieka i całych społeczeństw splatają się w jedną nierozerwalną całość, nową jakość, której nie można poznać bez nowych narzędzi ich analizy. Stanowią one dynamiczną strukturę składającą się z równie dynamicznych elementów wchodzących ze sobą w liczne interakcje, które nieustannie podlegają szybkim zmianom zarówno ilościowym, jak i jakościowym.
W sferze założeń metodologicznych socjoekonomika zakłada analizę:
- interdyscyplinarną – zmierzającą do ukształtowania nowego sposobu myślenia o otaczającym nas świecie (rozwijania interdyscyplinarności na poziomie umysłu badacza poprzez jego odpowiednie kształcenie) oraz wykorzystującą dorobek wspomnianych wcześniej nauk społecznych do formułowania własnych, oryginalnych tez odpowiadających współczesnym potrzebom analizy otaczającej nas rzeczywistości
- uwzględniającą dynamikę zjawisk (poprzez uwzględnienie w analizie czasu jako wewnętrznej zmiennej konstytutywnej oddziałującej na badaną rzeczywistość i badacza)
- uwzględniającą podmiotowość jednostki i społeczeństwa oraz zachodzące pomiędzy nimi interakcje
- uznającą człowieka społeczno-ekonomicznego (zakorzenionego instytucjonalnie), obdarzonego podmiotowością za główny czynnik sprawczy dziejów
- uwzględniającą środowisko naturalne (przyroda) i ideologiczne (świadomość), w których funkcjonują podmiot i badacz

Socjoekonomika wpisuje się w szeroki nurt poszukiwań nowego paradygmatu w naukach społecznych, zmierzający do przezwyciężenia dotychczasowych podziałów i stworzenia nowego sposobu opisu i wyjaśniania procesów zachodzących we współczesnym świecie. Wychodzi z podobnych założeń poznawczych jak starsze od niej historia społeczno-gospodarcza (F.J.Turner, Marc Bloch, Fernand Braudel), socjologia historyczna (Alexis de Tocqueville, Max Weber, Ch. Tilly, Ch. Lloyd), socjologia ekonomiczna (Joseph Schumpeter, Talcott Parsons, N.J. Smelser, Wojciech Morawski), socjologia zmian społecznych (Anthony Giddens, Piotr Sztompka) czy „nowa ekonomia instytucjonalna” (Douglass North, Francis Fukuyama). W obszarze anglojęzycznym interdyscyplinarne badania o charakterze socjoekonomicznym prowadzone są od wczesnych lat 70. Na gruncie polskim idea badań socjoekonomicznych jest stosunkowo młoda. Dotychczas funkcjonuje w następujących obszarach badań i kształcenia jako: socjoekonomika usług medycznych – przedmiot nauczania na studiach medycznych, socjoekonomika – specjalność na studiach historycznych oraz socjoekonomiczne podejście badawcze przy analizie niektórych zjawisk związanych z funkcjonowaniem rynku pracy. Socjoekonomika stanowi próbę dostosowania systemu kreowania wiedzy oraz systemu edukacji do wymogów rozwijającej się cywilizacji informacyjnej i gospodarki globalnej.
Uniwersytet im. Adama Mickiewicza w Poznaniu był pierwszą uczelnią w Polsce, która prowadziła na Wydziale Historycznym (Zakład Historii Gospodarczej) stacjonarne studia I i II stopnia na kierunku socjoekonomika.